# Pädagogische Hochschule Nürnberg
Die Pädagogische Hochschule Nürnberg bestand in Nürnberg von 1958 bis 1972 zur Ausbildung von Volksschul- bzw. Grund- und Hauptschullehrern.
1951/54 legte sich das Land Bayern auf eine Akademisierung der Lehrerbildung fest. Die auf Schwabach, Erlangen und Neuendettelsau verteilten Anstalten wurden geschlossen und als „Institut für Lehrerbildung“ in Nürnberg konzentriert. 1958 entstand eine Pädagogische Hochschule, die formal der Universität Erlangen angegliedert und erstmals ohne konfessionelle Zuordnung war. Die volle Integration in die Universität Erlangen-Nürnberg als Erziehungswissenschaftliche Fakultät wurde 1972 vollzogen. Ein bekannter Pädagoge war für die Grundschule Rainer Rabenstein, für Psychologie Erwin Roth, für Philosophie Henning Kößler, ein Geschichtsdidaktiker Hans Glöckel.
Die Zahl der Studierenden ist von 815 im Jahre 1965 auf 1200 im Jahr 1972 angewachsen. Seit 1967 gab es nahe dem Dutzendteich den neuen Campus Regensburger Str. 160, der bis heute für die Erziehungswissenschaften genutzt wird.
Zu den Vorläufern gehört das Schullehrerseminar unter der Leitung des Philosophen G. W. F. Hegel, der damals Lokalschulrat in Nürnberg war. Bald darauf wurde es in das leerstehende Gebäude der 1809 aufgelösten Universität Altdorf verlegt.